# Наперекір усьому
«Наперекі́р усьому́» — український радянський історичний фільм режисера Юрія Іллєнка. Спільне виробництво кіностудії ім. О. Довженка і «Филмски студио» (Титоград, СФРЮ). Прем'єра відбулася у 1973 році.

## Сюжет
Фільм розповідає про визвольну боротьбу чорногорців проти Османської імперії. Події розгортаються у 1784 році. Петро I Негош повертається з Російської імперії на батьківщину. Щоб урятувати країну від голоду, він продає церковну утвар, тим самим стаючи ворогом російського Синоду. Обійшовши пішки усю країну та зібравши гроші на будівництво собору, Петро I Негош об'єднує національні сили країни та очолює визвольну боротьбу. Під його керівництвом і за допомогою Російської імперії чорногорці здобувають нелегку перемогу.

## Акторський склад
- Володимир (Владо) Попович — владика Петро Перший Негош (дубляж К. Степанкова)
- Лариса Кадочникова — Бояна
- Іван Миколайчук — Іоко
- Дара Джурашкович — мати Бояни
- Борис Хмельницький — Ніканор
- Боро Бегович — Саво
- Велько Мандич — Вуков
- Богдан Ступка — Симеон
- Петро Перишич — Міраш
- Лев Перфілов — Загорський
- Мусія Божович — Міро
- Саша Роганович — син Іоко
- Драгіца Томас — дружина Іоко
- Володимир Шакало — Бушатлія
- Володимир Волков — солдат Ілля
- Федір Панасенко — солдат Федір
- Василь Симчич — сліпий
- Валерій Лущевський — молодий чорногорець
- Юрій Дубровін — Хоффер

## Знімальна група
- Режисер-постановник: Юрій Іллєнко
- Сценарист: Нікола Вавич (Nikola Vavic)
- Оператор-постановник: Вілен Калюта
- Художник-постановник: Анатолій Мамонтов
- Художник по костюмах: Лідія Байкова
- Художник: Велібор Радонич (Velibor Radonjic)
- Художники-декоратори: М. Аранжелович (Miladin Arandjelovic), В. Безкровний
- Режисери: Вітольд Янпавлис, Д. Вуйович (Djordje Vujovic)
- Звукорежисер: Леонід Вачі
- Оператор: Майя Степанова
- Гример: Яків Грінберг
- Монтажер: Наталія Пищикова
- Редактори: Валентина Ридванова, В. Борщов
- Асистенти:
  - режисера: Л. Хорошко, Л. Славянова
  - оператора: М. Живкович, А. Найда, Ю. Тимощук
  - художника: Ю. Тишкевич
- Майстри світлотехніки: С. Стадников, Б. Мазуренко
- Комбіновані зйомки:
  - оператор: Н. Ілюшин, асистент оператора: Ю. Попудняк
  - художник: Віктор Демінський
- Директори картини: Яків Ісайович Забутий, Сіма Цветкович
- У фільмі використана народна музика Югославії, яка зібрана Б. Таминдичем (Borislav Tamindzic)